# Flåtjärnen (Lockne socken, Jämtland)
Flåtjärnen är en sjö i Östersunds kommun i Jämtland och ingår i Ljungans huvudavrinningsområde.